# Miłkowo (przystanek kolejowy)
Miłkowo – zlikwidowana w 1945 roku stacja kolejowa, później przystanek osobowy i ładownia kolejowa w Miłkowie, w gminie Czaplinek, w powiecie drawskim, w województwie zachodniopomorskim, w Polsce.